# 長崎南山小学校
長崎南山小学校（ながさきなんざんしょうがっこう、Nagasaki Nanzan Elementary School）は、長崎県長崎市音無町にある私立の小学校（ミッションスクール）。カトリックの神言修道会を設立母体とする学校法人長崎南山第二学園によって運営されている。校地には長崎南山認定こども園と、カトリック長崎大司教区・カトリック西町教会が併設されている。
系列校の長崎南山中学校・高等学校は男子校であるが、本校は男女共学で運営されている。。

## 概要
歴史
1959年（昭和34年）4月1日に開校。
校訓
「人間の尊厳のために（Hominis Dignitaty）」「愛徳・努力」
通学
スクールバスを以下3路線運行している。
1畝刈・滑石方面、2時津・長与方面、3女の都・本原方面

## 沿革
- 1959年（昭和34年）4月 - 「長崎南山小学校」が開校。
- 1960年（昭和35年）4月 - 長崎南山幼稚園（現 長崎南山認定こども園）を併設。

## 学校行事
- 3学期制

## 課外クラブ
運動部
- サッカー部

文化部
- コーラス部

## 交通アクセス
最寄りの鉄道駅
- JR長崎線西浦上駅
- 長崎市電千歳町電停

最寄りのバス停
- 長崎バス西町バス停 - 長崎駅方面から虹が丘（2番）行きのバスに乗車。

## 周辺
- 長崎白鳥郵便局